# Patricio Álvarez
Patricio Leonel Álvarez Noguera, noto semplicemente come Patricio Álvarez (Lima, 24 gennaio 1994), è un calciatore peruviano, portiere dell'Atlético Grau.

## Carriera

### Nazionale
È stato convocato dalla nazionale peruviana per disputare la Copa América 2019.